# Cortegada
Cortegada est une commune de la comarque de O Ribeiro, dans la province d'Ourense en Galice (Espagne). Population recensée en 2003 : 1 420 habitants. Cette petite ville, est pratiquement limitrophe de la province d'Ourense avec la province de Pontevedra et avec le Portugal, elle est traversée par le fleuve Miño, dans une zone où le fleuve est un peu navigable, peu avant qu'il ne devienne frontière entre l'Espagne et le Portugal. C'est aussi une ville thermale.

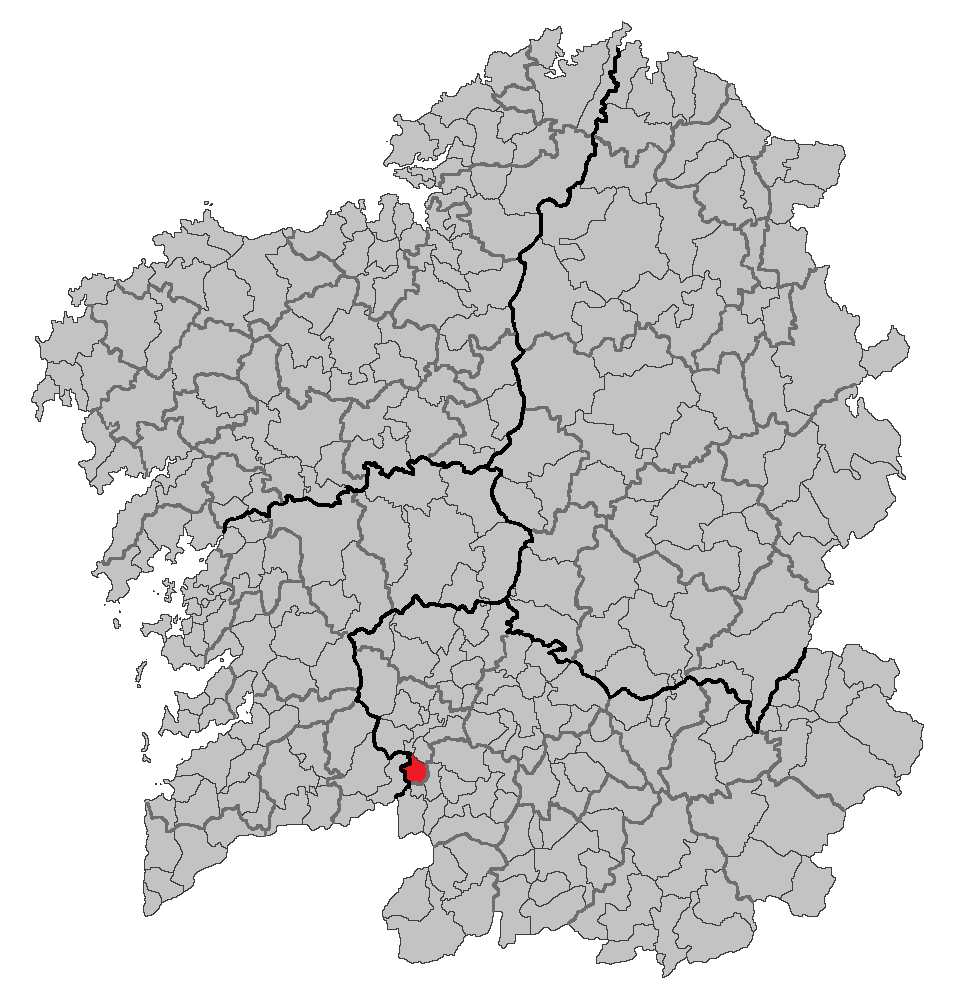
Localisation de Cortegada en Galice